# Hardy Boyz
Gli Hardy Boyz, conosciuti anche come Team Xtreme o The Hardys, sono un tag team di wrestling attivo prevalentemente nella World Wrestling Federation/Entertainment, formato dai fratelli Matt e Jeff Hardy. Il duo ha lottato anche nella Total Nonstop Action Wrestling, nel circuito indipendente e nella All Elite Wrestling.
Nel corso della loro carriera, i due hanno legato indissolubilmente il loro nome ad alcuni incontri specialistici come i Tables, Ladders and Chairs match e i Ladder match; vengono inoltre ricordati per le lunghe ed accese rivalità avute all'inizio degli anni duemila con Edge e Christian e i Dudley Boyz.
In totale i fratelli Hardy hanno vinto sei volte il World Tag Team Championship e una volta ciascuno il Raw Tag Team Championship, lo SmackDown Tag Team Championship, il WCW World Tag Team Championship e il TNA World Tag Team Championship.

## Carriera

### World Wrestling Federation (1998–2002)
Matt e Jeff Hardy ottengono un contratto a lungo termine con la World Wrestling Federation nel 1998; nascono così gli Hardy Boyz. Nei mesi finali del 1998 e nei primi mesi del 1999 raccolsero diverse vittorie e sconfitte tra cui la vittoria in coppia contro Mens Teioh & Sho Funaki nell'edizione di Sunday Night Heat prima del PPV Breakdown e la sconfitta in singolo di Matt contro Duane Gill con in palio il Light Heavyweight Championship a Sunday Night Heat prima del PPV Rock Bottom, fino ad arrivare alla loro prima grande vittoria: il 5 luglio 1999 sconfissero gli Acholytes (Bradshaw e Faarooq) conquistando per la prima volta nella loro carriera i titoli di coppia in WWF. Il loro regno, però, durò circa un mese poiché vennero sconfitti dagli Acolytes.
A WrestleMania 2000, Matt e Jeff sono stati coinvolti in un triple threat Ladder tag team match valido per i WWF Tag Team Titles contro i campioni Edge & Christian e i Dudley Boyz; match vinto da Edge & Christian.
Nei mesi successivi intrapresero una faida con i Right to Censor dove persero le cinture di coppia, e successivamente anche una rivalità con i Radicalz iniziata a causa di Dean Malenko che era attratto dalla fidanzata di Matt, Lita. Lita restò insieme a Matt, ma ad Armageddon vennero sconfitti dai Radicalz. Sia Matt che Jeff parteciparono alla Royal Rumble del 2001 finendo per eliminarsi a vicenda. A WrestleMania X-Seven venne sancito un altro TLC match tra gli Hardy Boyz, i Dudley Boyz (campioni) ed Edge & Christian che uscirono vittoriosi; questo sarà il match dell'anno del 2001. Dopo WrestleMania gli Hardy Boyz intrapresero una grande rivalità contro niente meno che Triple H e Stone Cold Steve Austin dove Jeff, grazie all'aiuto di Matt, riuscì a strappare il titolo Intercontinentale a Triple H e successivamente il Team Xtreme al completo ha avuto la meglio sul team composto da Triple H, Stone Cold Steve Austin e Stephanie McMahon.
Nell'aprile del 2001 Matt Hardy sconfisse Eddie Guerrero conquistando il titolo Europeo e lo difese con successo quattro giorni dopo nel PPV Backlash contro Eddie Guerrero e Christian. Matt è stato campione per 126 giorni, 2° regno più lungo del titolo europeo dopo quello di British Bulldog. I tre vennero coinvolti anche nell'Invasion dove conquistarono ancora una volta i titoli di coppia della WWF e anche il titolo di coppia WCW sconfiggendo Booker T & Test. Nell'autunno del 2001 Matt e Jeff iniziarono a litigare in quanto Matt era convinto che Jeff e Lita stavano costruendo una relazione amorosa e arrivarono addirittura ad un match dove l'arbitro è stata proprio Lita e ad uscire vincitore è stato Jeff Hardy nonostante Lita ha contato lo schienamento vincente mentre Matt aveva un piede sulla corda. Matt, qualche giorno dopo, si prese una piccola rivincita sconfiggendo Jeff e Lita in un Handicap match. Il team si sciolse momentaneamente: Matt era solo mentre Jeff era accompagnato da Lita.
Questa separazione non durò tanto perché nella Royal Rumble 2002 il team si riunì. A No Way Out parteciparono a un Tag Team Turmoil vinto dagli APA e a WrestleMania ad un Fatal 4 Way elimination Tag Team valido per i titoli di coppia contro gli APA, Billy & Chuck (campioni) e i Dudley Boyz; ma a vincere sono stati Billy e Chuck che hanno conservato le cinture. Successivamente iniziarono una piccola rivalità con il neo arrivato Brock Lesnar dove però vennero sconfitti a Judgment Day. In questo periodo Matt e Jeff erano orfani di Lita che si era infortunata sul set di Dark Angel. Matt, Jeff e Lita non saranno mai più nello stesso team. Iniziò una nuova era nella WWE, la Ruthless Aggression, e Mr. McMahon sancì un match valido per l'Undisputed WWE Championship tra Jeff Hardy e Undertaker, facendo salire così il valore di Jeff mentre Matt era diventato un mid-carder.
Il 27 novembre 2006, nel corso di una puntata di RAW, gli Hardys lanciarono una sfida in vista di December to Dismember aperta a chiunque volesse affrontarli; a raccogliere la richiesta furono gli MNM, riuniti per l'occasione. I 4 ebbero una prima occasione di scontro in una puntata di ECW on Sci Fi e nel corso del match del pay-per-view furono gli Hardys ad avere la meglio. Iniziò un feud tra le due coppie che prescindeva dall'effettiva appartenenza al roster dei quattro (Matt Hardy e Joey Mercury combattono a SmackDown!, mentre Jeff Hardy e Johnny Nitro lottano nel roster di RAW). Nel corso di un "Fatal Four Way Ladder Match" (al quale presero parte, oltre agli Hardys ed agli MNM, i team composti da William Regal e Dave Taylor e da Brian Kendrick e Paul London) Joey Mercury subì un grave infortunio al viso che ha richiesto un'operazione e molti punti di sutura; ciò impedì il regolare proseguimento del feud.
Nella puntata di RAW del 2 aprile 2007, svoltasi il giorno dopo WrestleMania 23, gli Hardyz hanno conquistato il World Tag Team Championship sconfiggendo nove tag team (tra cui quello formato dai campioni John Cena e Shawn Michaels) in una Over the Top Rope Battle Royal Match a coppie.
Domenica 29 aprile 2007, nel primo match della card di Backlash, gli Hardyz hanno difeso con successo il Titolo contro la coppia formata da Lance Cade e Trevor Murdoch. Il duo ha difeso le cinture a Judgment Day dall'assalto di Cade e Murdoch.
Nel corso della puntata di RAW del 4 giugno 2007 gli Hardys hanno perso il titolo in favore di Cade e Murdoch. A Vengeance: Night of Champions il duo ha sfidato nuovamente Cade e Murdoch per il titolo, senza successo. Dopo questo match, gli Hardyz ricominciano le carriere da singoli, comunque combattendo qualche Tag Team match occasionalmente.

### Total Nonstop Action (2010–2011)
Jeff fa il suo ritorno alla TNA nella puntata di Impactǃ del 4 gennaio 2010 e vince il TNA World Heavyweight Championship a Bound for Glory nel mese di ottobre. Il 9 gennaio 2011 Matt debutta nella TNA a Genesis sconfiggendo Rob Van Dam e nella stessa sera interferisce nel match tra suo fratello Jeff e Mr. Anderson valevole per il titolo del mondo di Jeff sancendo il ritorno degli Hardys dopo quasi un anno e mezzo, anche se a vincere il titolo è Mr. Anderson grazie a Rob Van Dam. I due fratelli fanno parte degli Immortals, fazione creata da Hulk Hogan. Il 13 gennaio 2011 Matt e Jeff tornano a combattere insieme sconfiggendo Van Dam e Mr. Anderson.

### Ritorno in TNA (2014–2017)
Il 24 luglio 2014 Matt ritorna alla TNA per riunirsi con Jeff e sfidare i Wolves per il TNA World Tag Team Championship. Le coppie si affrontano la settimane seguente nella puntata speciale di Impact Wrestling denominata Destination X, senza però riuscire a conquistare il titolo, mentre il 14 agosto sfidano il Team 3D in un match di coppia, dove però perdono nuovamente. La settimana dopo sia gli Hardy Boyz che il team 3D vogliono conquistare il titolo, dunque sfidano i Wolves per la settimana seguente in un TNA World Tag Team Championship Series three-way match, dove a vincere è il Team 3D.

### Ritorno in WWE (2017–2018)
Gli Hardy Boyz hanno fatto il loro ritorno a sorpresa in WWE il 2 aprile 2017 a WrestleMania 33, inserendosi nel Fatal 4-Way Ladder match per il Raw Tag Team Championship che includeva anche i campioni Luke Gallows e Karl Anderson, Enzo Amore e Big Cass e Cesaro e Sheamus, conquistando le cinture di coppia per la prima volta; si tratta del settimo titolo di coppia dei fratelli Hardy in WWE. Nella puntata di Raw del 3 aprile gli Hardyz hanno difeso con successo i titoli contro Luke Gallows e Karl Anderson. Nella puntata di Raw del 10 aprile gli Hardy Boyz e Cesaro e Sheamus hanno sconfitto Luke Gallows, Karl Anderson e gli Shining Stars (Primo e Epico). Il 30 aprile, a Payback, gli Hardyz hanno difeso con successo i titoli contro Cesaro e Sheamus. Nella puntata di Raw del 29 maggio gli Hardy Boyz e l'Intercontinental Champion Dean Ambrose hanno sconfitto Cesaro, Sheamus e The Miz. Il 4 giugno, ad Extreme Rules, gli Hardy Boyz hanno perso il WWE Raw Tag Team Championship a favore di Cesaro e Sheamus in uno Steel Cage match dopo 63 giorni di regno.

### Circuito indipendente (2022-presente)
Il 18 gennaio 2022, Matt annunciò la reunion degli Hardys per un tour che partirà dal 12 marzo.

### All Elite Wrestling (2022-2024)
Jeff esordì nella All Elite Wrestling nell'episodio del 9 marzo 2022, venendo in soccorso del fratello, sancendo il ritorno del tag team.

## Nel wrestling

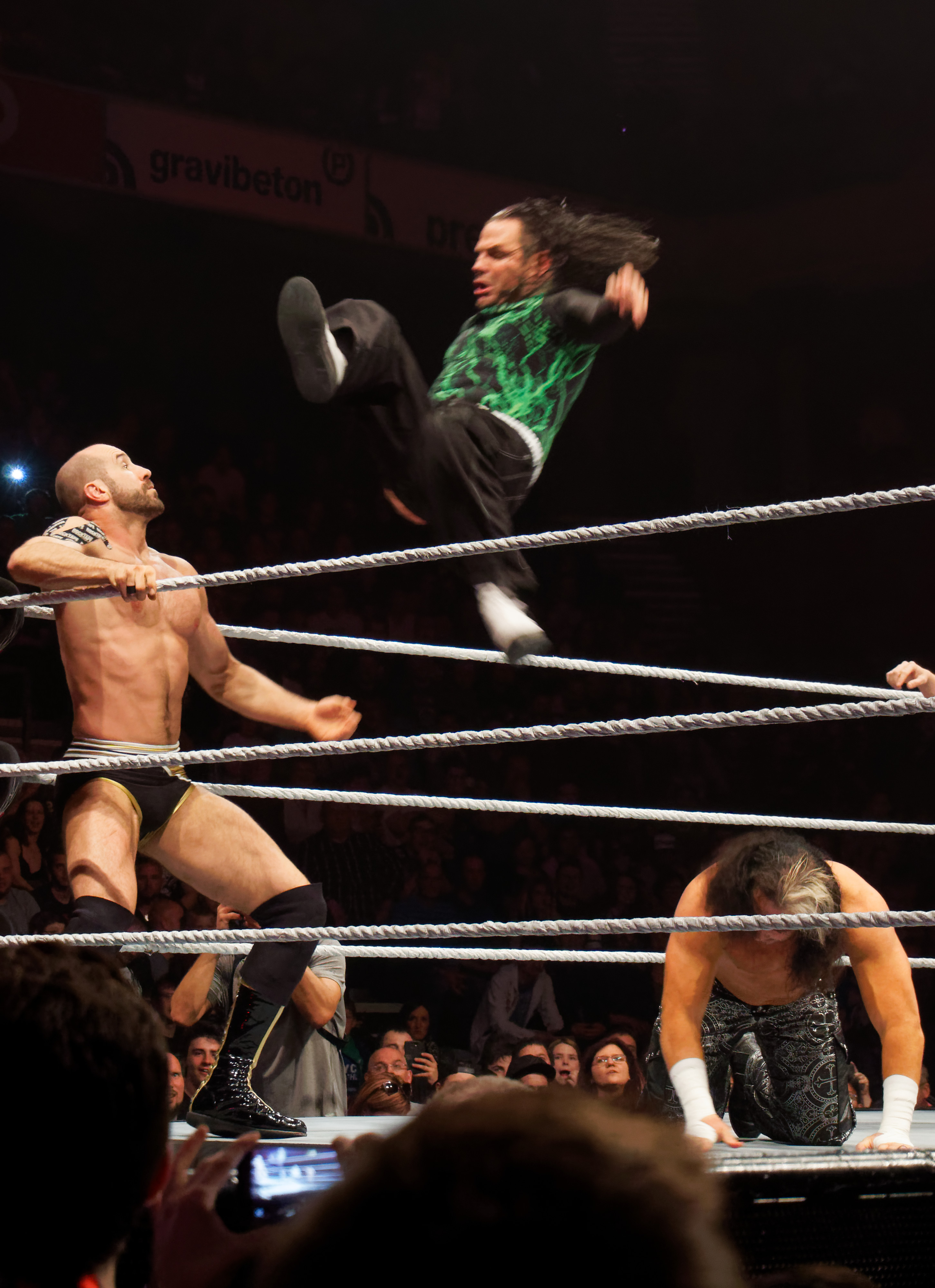
Gli Hardy Boyz mentre eseguono la Poetry in Motion su Cesaro

### Mosse finali
- CheckFate (Gutbuster drop (Matt) / Twist of Fate (Jeff) in combinazione) – 2015
- Event Omega (Simultanei diving guillotine leg drop (Matt) e diving splash (Jeff) in combinazione)
- Extreme Combination (Twist of Fate di Matt seguita da una Swanton Bomb di Jeff)
- Omega Event (Simultanei diving guillotine leg drop (Matt) e leg drop to the groin (Jeff) in combinazione)
- Twist of Fate (Front facelock stunner di Jeff seguita da una front facelock cutter di Matt)

### Manager
- Gangrel
- Michael Hayes
- Reby Sky
- Terri Runnels

### Musiche d'ingresso
- Chase Manhattan di Jim Johnston (1998–1999)
- Loaded di Zack Tempest (1999–2002; 2006–2008; 2017–2018; 2022–presente)
- Reptilian con Creatures come intro dei Peroxwhy?gen (2014–2016)
- Obsolete Suite (Broken Hardys Theme) di Rebecca Hardy (2016–2017)

## Titoli e riconoscimenti
- All Star Wrestling
  - ASW Tag Team Championship (1)
- The Crash

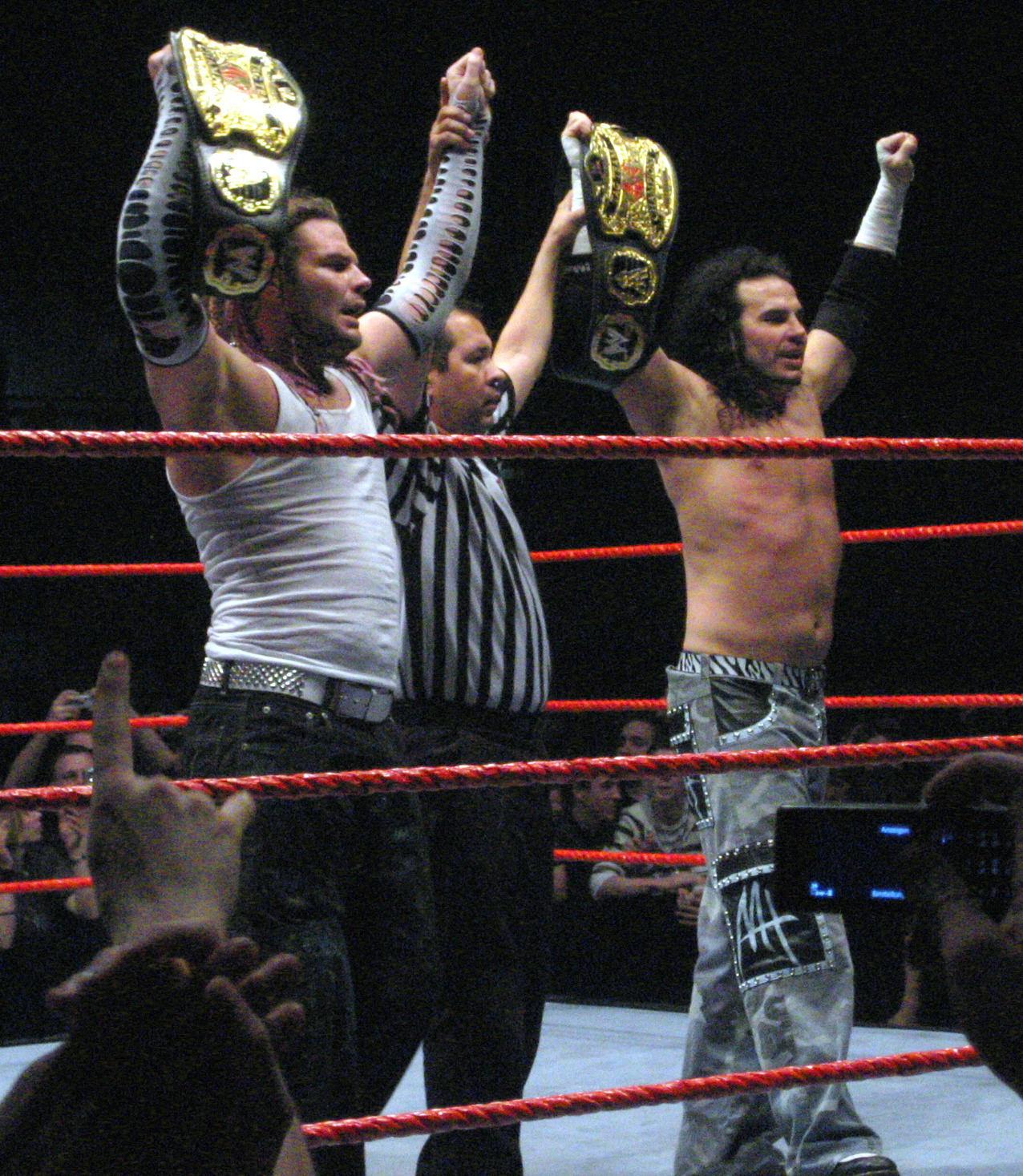
Gli Hardy Boyz con il World Tag Team Championship, titolo che hanno detenuto sei volte in carriera

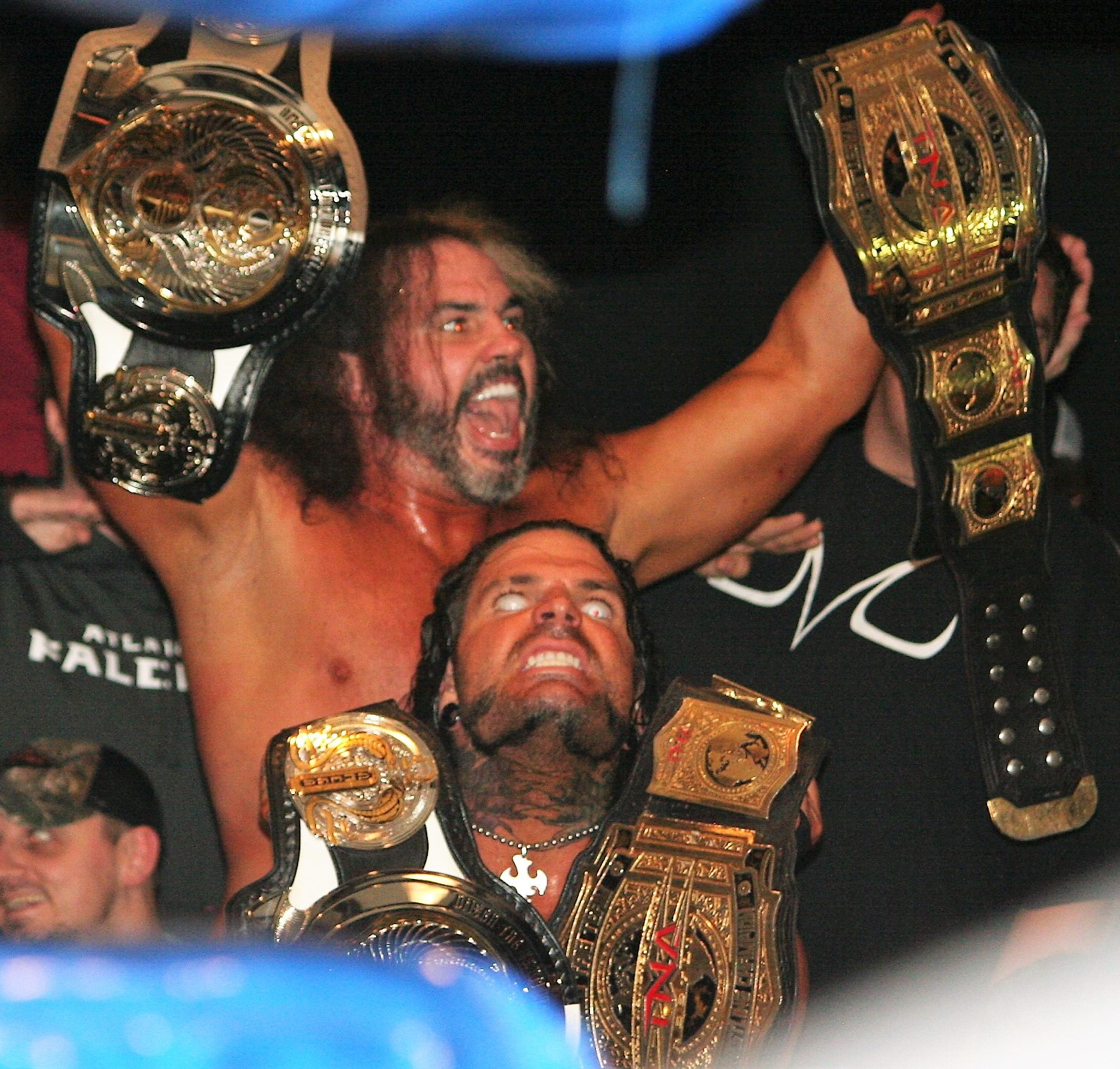
Gli Hardy Boyz con il TNA World Tag Team Championship, titolo che hanno detenuto due volte in carriera

  - The Crash Tag Team Championship (1)
- House of Glory
  - HOG Tag Team Championship (1)
- MCW Pro Wrestling
  - MCW Tag Team Championship (1)
- National Wrestling Alliance
  - NWA 2000 Tag Team Championship (1)
- New Dimension Wrestling
  - NDW Tag Team Championship (1)
- Organization of Modern Extreme Grappling Arts
  - OMEGA Tag Team Championship (2)
- Pro Wrestling Illustrated
  - Match of the Year (2000) – WrestleMania 2000
  - Match of the Year (2001) – WrestleMania X-Seven
  - Tag Team of the Year (2000)
- Ring of Honor
  - ROH World Tag Team Championship (1)
- Total Nonstop Action
  - TNA World Tag Team Championship (2)
- World Wrestling Federation/Entertainment
  - WWE World Tag Team Championship (6)
  - WWE Raw Tag Team Championship (1)
  - WWE SmackDown Tag Team Championship (1)
  - WCW Tag Team Championship (1)
- Wrestling Superstar
  - Wrestling Superstar Tag Team Championship (1)